# Иваньковское (озеро)
Иваньковское или Облуцкое — озеро на севере Пожеревицкой волости Дедовичского района Псковской области. Расположено на Судомской возвышенности.
Площадь — 1,6 км² (164,5 га, с 1 островом — 166,0 га). Максимальная глубина — 7,0 м, средняя глубина — 3,0 м.
На берегу озера расположены деревни: Серьгово, Иваньково, Заозерье, Облучье.
Проточное. Относится к бассейну реки Уза, притока Шелони.
Тип озера лещево-плотвичный. Массовые виды рыб: лещ, щука, окунь, плотва, уклея, красноперка, густера, ерш, карась, линь, налим, щиповка; раки (единично).
Для озера характерны: отлогие и крутые берега, луга, поля, огороды; в центре — ил, заиленный песок; в литорали — песок, камни, заиленный песок, коряги.